# Pieve di San Martino a Corella
La pieve di San Martino a Corella si trova nella frazione di Corella del comune di Dicomano.

## Storia e descrizione
La vecchia pieve è ricordata fin dal 1184 quale possesso del monastero di San Miniato al Monte. Sorta non lontana dall'importante passo per la Romagna, essa disponeva anche di un ospedale, dedicato a san Bartolomeo, ricetto per secoli di viaggiatori e pellegrini. L'antica pieve fu abbandonata e più tardi riedificata, in posizione più elevata, fra l'ottavo e il nono decennio del Settecento.
La chiesa attuale, con facciata a quattro spioventi ed agile torre campanaria, è stato oggetto di rifacimenti nel corso del secolo XIX. All'interno è una tela con la Madonna con i santi Pietro e Paolo, datata 1646. Un'altra tela seicentesca con Santa Caterina d'Alessandria di Lorenzo Lippi è conservata oggi presso la pieve di Santa Maria a Dicomano.